# Águas Mornas
Águas Mornas, amtlich portugiesisch Município de Águas Mornas, ist eine brasilianische Gemeinde im Bundesstaat Santa Catarina. Die Stadt befindet sich auf 27°41'38" südlicher Breite und 48°49'25" westlicher Länge und liegt ca. 70 Meter über dem Meer. Die Gemeinde hatte im Jahr 2021 schätzungsweise 6646 Einwohner, die Águas-Mornenser genannt werden, und eine Fläche von rund 326,7 km² (2020).